# Подлясе (Плоцький повіт)
Подлясе (пол. Podlasie) — село в Польщі, у гміні Лонцьк Плоцького повіту Мазовецького воєводства.
Населення — 177 осіб (2011).
У 1975-1998 роках село належало до Плоцького воєводства.

## Демографія
Демографічна структура станом на 31 березня 2011 року:
|          | Загалом | Допрацездатний вік | Працездатний вік | Постпрацездатний вік |
| -------- | ------- | ------------------ | ---------------- | -------------------- |
| Чоловіки | 88      | 18                 | 63               | 7                    |
| Жінки    | 89      | 24                 | 48               | 17                   |
| Разом    | 177     | 42                 | 111              | 24                   |